# Futebol nos Jogos Olímpicos de Verão da Juventude de 2010
As competições de futebol nos Jogos Olímpicos de Verão da Juventude de 2010 foram disputadas entre 12 e 25 de agosto no Estádio Jalan Besar, em Singapura.

## Eventos
Foram realizados dois torneios, um masculino e um feminino. Duas equipes de cada continente foram selecionadas para a competição através de critérios particulares, totalizando 12 (seis equipes no masculino e seis no feminino).
O sorteio da fase preliminar foi realizado no dia 18 de maio de 2010 pelo Comitê Organizador e pela Federação Internacional de Futebol.
| Grupo A                           | Grupo B                                      |
| --------------------------------- | -------------------------------------------- |
| Turquia · Irão · Papua-Nova Guiné | Chile · Trinidad e Tobago · Guiné Equatorial |

| Grupo C                   | Grupo D                           |
| ------------------------- | --------------------------------- |
| Vanuatu · Bolívia · Haiti | Singapura · Zimbabwe · Montenegro |

## Calendário
| Agosto  | 12 | 13 | 14 | 15 | 16 | 17 | 18 | 19 | 20 | 21 | 22 | 23 | 24 | 25 | 26 |
| ------- | -- | -- | -- | -- | -- | -- | -- | -- | -- | -- | -- | -- | -- | -- | -- |
| Futebol |    |    |    |    |    |    |    |    |    |    |    |    | 1  | 1  |    |

|  | Dia de competição |  | Dia de final |

## Medalhistas
| Evento             | Ouro | Prata | Bronze |
| ------------------ | --- | --- | --- |
| Feminino detalhes  | Paola Hinojosa María Navarrete Javiera Valencia Francisca Armijo Leslie Alarcón Julissa Barrera Gabriela Aguayo Catalina González Velóz Melisa Rodríguez Monserrat Grau Javiera Roa Karina Sepúlveda Katherine Cisternas Romina Orellana Fernanda Geroldi Constanza González Parra Macarena Vásquez Macarena Errazuriz CHI Chile | Maria Angono Rosa Mangue Leticia Nchama Biyogo Monica Asangono Pilar Monojeli Celestina Bikoro Justina Alene Immaculada Angue Felicidad Avomo Judit Ndong Constancia Okomo Justina Lohoso Felicidad Nguema Vida Fegue Veronica Nchama Belinda Mikue Antonia Obiang Dolores Nchama GEQ Guiné Equatorial        | Hulya Cin Nazmiye Aytop Fatma Gulen Fatma Barut Eda Karatas Dilan Akarsu Hilal Baskol Feride Serin Kubra Aydin Yasam Goksu Umran Ozev Busra Ozturk Kader Dogan Melisa Tosun Medine Erkan Eda Duran Busra Ay Ezra Ozturk TUR Turquia                                            |
| Masculino detalhes | Pedro Galindo Álvaro Paz Carlos Anez Macallister Amutary Noel Rodríguez Romero Vaca Jhamil Bejarano Yasser Manzur Jorge Alpire Jorge Sabja Rodrigo Mejido Harry Zegarra Osvaldo Daza Marvin Martínez Cristian Arano Gustavo Torrez Luis Banegas Josue Gutrhie BOL Bolívia                                                        | Jeff Petit Frere Daniel Gedeon Sindy Louissaint Jonathan Momplaisir Nike Metellus William Barthelemy Carlos Gluce Ismael Hilaire Jean Paraison Bertrand Vilgrain Sandino Saint Jean Pierre Samedi Robert Surpris Jean Bonhomme Sandro Saint Surin Whoopy Jean Baptiste Junior Bonheur Jeff Alphonse HAI Haiti | Fashah Rosedin Firdaus Mohd Radhi Kasim Irfan Mohamed Jeffrey Lightfoot Ammirul Mazlan Brandon Koh Iskander Khairul Syazwan Mohamed Hanafi Mohd Jonathan Tan Sunny Ng Hazim Hassan Illyas Lee Bryan Neubronner Dhukhilan Jeevamani Muhaimin Suhaimi Hamzah Fazil SIN Singapura |

## Quadro de medalhas
| Ordem | País                 | Medalha de ouro | Medalha de prata | Medalha de bronze |   |
| ----- | -------------------- | --------------- | ---------------- | ----------------- | - |
| 1     | BOL Bolívia          | 1               |                  |                   | 1 |
|       | CHI Chile            | 1               |                  |                   | 1 |
| 3     | GEQ Guiné Equatorial |                 | 1                |                   | 1 |
|       | HAI Haiti            |                 | 1                |                   | 1 |
| 5     | SIN Singapura        |                 |                  | 1                 | 1 |
|       | TUR Turquia          |                 |                  | 1                 | 1 |
| TOTAL | TOTAL                | 2               | 2                | 2                 | 6 |